# Veliko Selo (Malo Crniće)
Veliko Selo (em cirílico:Велико Село) é uma vila da Sérvia localizada no município de Malo Crniće, pertencente ao distrito de Braničevo, na região de Stig. A sua população era de 493 habitantes segundo o censo de 2002.

## Demografia
| 1948  | 1953  | 1961  | 1971 | 1981 | 1991 | 2002 |
| ----- | ----- | ----- | ---- | ---- | ---- | ---- |
| 1 249 | 1 195 | 1 153 | 955  | 812  | 694  | 493  |